# Vörösfarkú bléda
A vörösfarkú bléda (Bleda syndactylus) a verébalakúak (Passeriformes) rendjébe, ezen belül a bülbülfélék (Pycnonotidae) családjába tartozó faj.

## Rendszerezése
A fajt William John Swainson angol ornitológus írta le 1837-ben, a Dasycephala nembe Dasycephala syndactyla néven. Régebben használták a Bleda syndactyla nevet is.

## Alfajai
- Bleda syndactylus nandensis Cunningham-van Someren & Schifter, 1981 – Kenya
- Bleda syndactylus syndactylus (Swainson, 1837) – Sierra Leonétól nyugat-Kongói Demokratikus Köztársaságig;
- Bleda syndactylus woosnami (Ogilvie-Grant, 1907) – kelet-Kongói Demokratikus Köztársaság, dél-Dél-Szudán, Uganda, nyugat-Kenya, észak-Angola, északnyugat-Zambia.

## Előfordulása
Afrikában,  Angola, Dél-Szudán, Egyenlítői-Guinea, Elefántcsontpart, Gabon, Ghána, Guinea, Kamerun, Kenya, a Kongói Demokratikus Köztársaság, a Kongói Köztársaság, a Közép-afrikai Köztársaság, Libéria, Nigéria, Ruanda, Sierra Leone, Zambia és Uganda területén honos. 
Természetes élőhelyei a szubtrópusi vagy trópusi síkvidéki esőerdők és cserjések. Állandó, nem vonuló faj.

## Megjelenése
Testhossza 23 centiméter, testtömege 36-57 gramm.

## Életmódja
Rovarokkal táplálkozik.

## Természetvédelmi helyzete
Az elterjedési területe rendkívül nagy, egyedszáma pedig stabil. A Természetvédelmi Világszövetség Vörös listáján nem fenyegetett fajként szerepel.